# Depuis qu'elle est partie...
Depuis qu'elle est partie... è una raccolta postuma della cantante italo-francese Dalida, pubblicata il 23 aprile 2012 da Universal Music France.
L’omaggio a Dalida per i venticinque anni dalla sua scomparsa prosegue, sulla scia del cofanetto integrale Les Diamants sont Éternels, con questa nuova raccolta di brani, pubblicata in edizione limitata, per un totale di quarantuno tracce contenute in un doppio CD digipak corredato da un libretto illustrato.
Il primo disco racchiude alcune canzoni celebri interpretate da Dalida durante la sua carriera; sono state inserite anche due tracce bonus: L'amour et moi (per questo brano, in una nota scritta nel libretto, viene riportato: "chanson préférée d'Orlando") e Laissez-moi danser. Parte integrante della tracklist di questo primo CD è, inoltre, una versione inedita del brano Salma ya salama in francese e arabo, creata postuma proprio nel 2012.
Nel secondo CD si trova il vero e proprio tributo della compilation: un insieme di pezzi della cantante eseguiti da altri artisti, che le rendono omaggio.
Di questo album esiste anche una seconda versione, uscita in doppio CD jewel case.

## Tracce

### Disco 1 - Dalida chante
1. Paroles, paroles (in duo con Alain Delon)
2. Il venait d'avoir 18 ans
3. Parle plus bas
4. J'attendrai
5. Le temps des fleurs
6. Pour ne pas vivre seul
7. Bambino
8. Histoire d'un amour
9. Que sont devenues les fleurs?
10. O sole mio
11. Salma ya salama (versione inedita in francese ed arabo)
12. L'amour et moi (bonus track)
13. Mourir sur scène
14. Monday, Tuesday… Laissez-moi danser (bonus track)
15. À ma manière (versione remix 1996)
16. Ils ont changé ma chanson
17. Besame mucho
18. Fini, la comédie
19. Gigi l'amoroso
20. Pour en arriver là

### Disco 2 - Ils chantent Dalida
1. Christophe Willem – Pour ne pas vivre seul
2. Zap Mama feat. Vincent Cassel – Paroles paroles
3. Hélène Ségara – Fini la comédie
4. Patrick Fiori – Parle plus bas
5. Lara Fabian – Il venait d'avoir 18 ans
6. Christophe – Dernier baiser (Besame mucho)
7. Amel Bent – À ma manière
8. Dany Brillant – Histoire d'un amour
9. Max Guazzini – Que sont devenues les fleurs?
10. Amanda Lear – Bambino
11. Nathalie Cardone – Le temps des fleurs
12. Patty Pravo – J'attendrai
13. Arno & Stephan Eicher – Ils ont changé ma chanson
14. Les Castafiores – Mourir sur scène
15. Il Volo – O sole mio
16. Luz Casal – 18 años ("nouvelle vague mix")
17. Faudel – Bambino
18. Ishtar Alabina – Salma ya salama
19. Shirley Bassey – Born to sing
20. François Hadji-Lazaro – Gigi
21. Ginette Reno – Pour en arriver là